# Karats (ort)

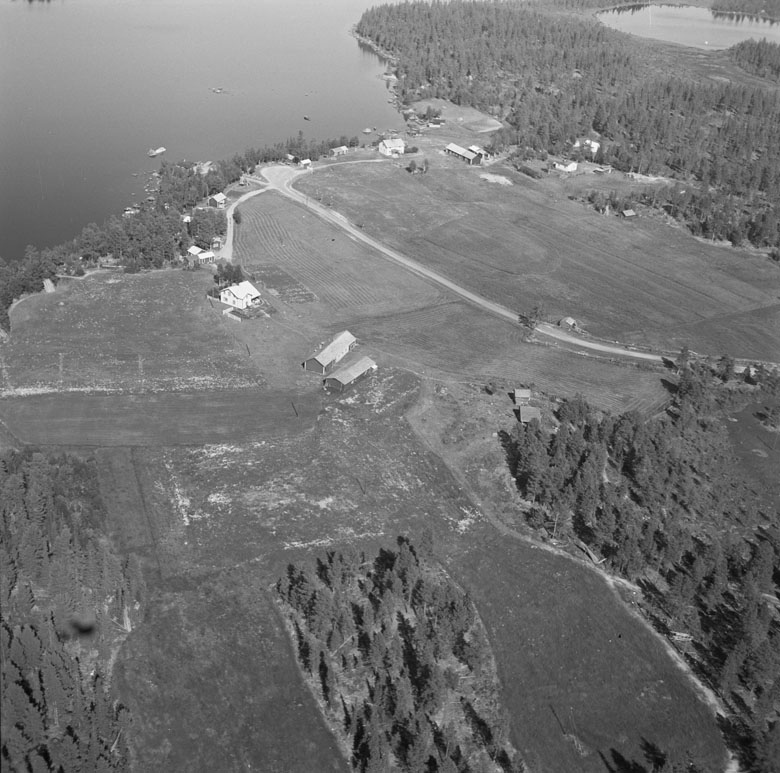
Flygfoto över Karats från 1959.

Karats är en ort i Jokkmokks kommun, Norrbottens län. Vid folkräkningen 1890 hade orten åtta invånare och 2018 fanns det enligt Ratsit fyra personer över 16 år folkbokförda i Karats. Förutom de fåtal fastboende finns det ett stort antal fritidshus i och kring byn som bebos sporadiskt.